# Seroe Blanco/Cumana
Seroe Blanco/Cumana, Sero Blanco/Cumana – strefa (zone) w regionie Oranjestad-Oost w środkowo-zachodniej części kraju autonomicznego Aruba, należącego do Holandii, w Ameryce Południowej. 1 stycznia 2020 r. liczyła 2873 mieszkańców.  

## Podział administracyjny
W skład strefy wchodzą dwie miejscowości
- Cumana
- Seroe Blanco

## Demografia
Strefa liczy 2873 mieszkańców (1 stycznia 2020).
| Kobiety | Mężczyźni |
| ------- | --------- |
| 1391    | 1482      |